# Gimo pastorat
Gimo pastorat är ett pastorat i Upplands norra kontrakt i Uppsala stift i Östhammars kommun. 
Pastoratet omfattar Skäfthammar-Hökhuvuds församling och Ekeby församling. Dess pastoratkod är 011012.
Pastoratet bildades 2014 genom en namnändring av Hökhuvud, Ekeby och Skäfthammars pastorat (Hökhuvuds pastorat) när Hökhuvuds och Skäfthammars församlingar gick samman.